# Wolfgang Blaschke (Fotograf)

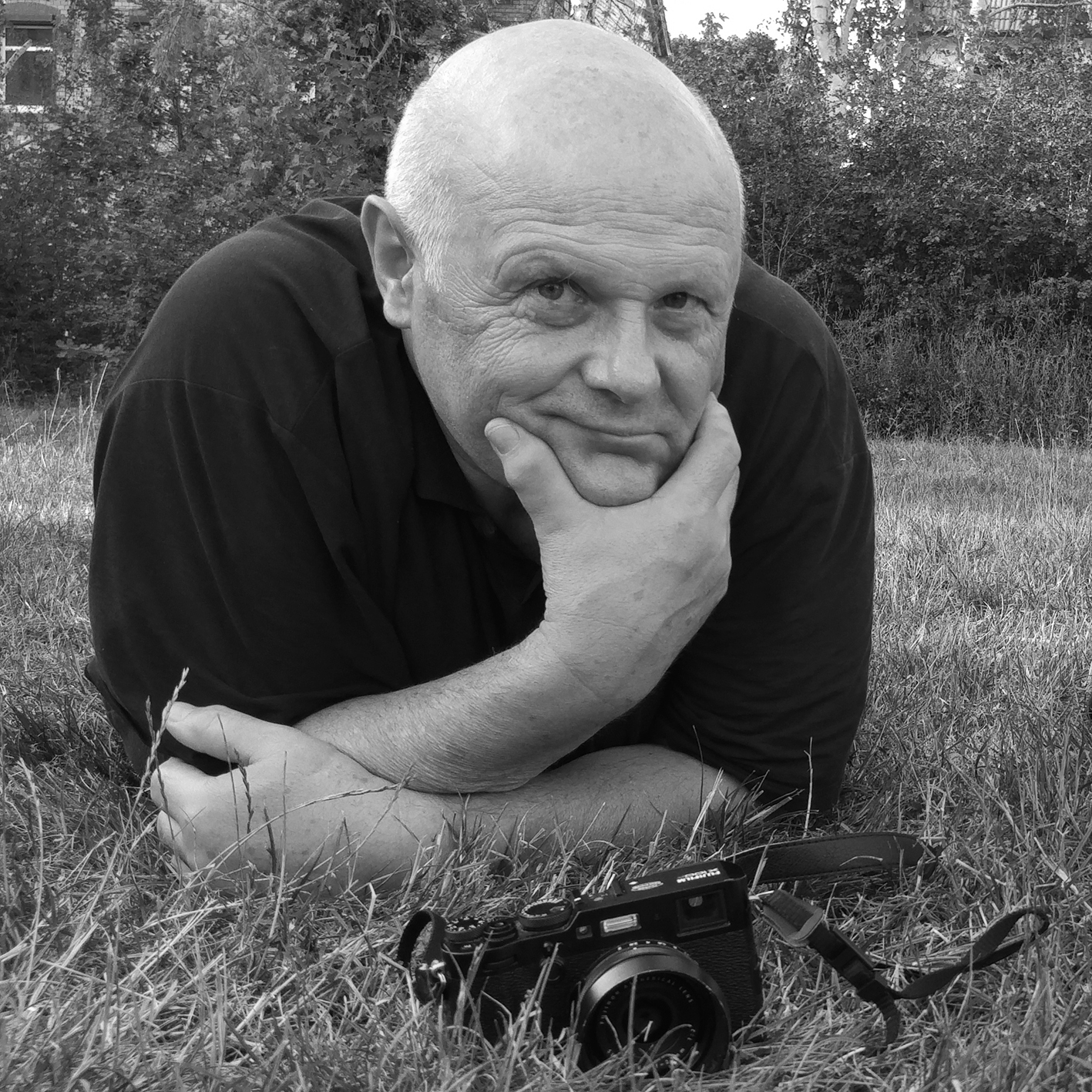
Wolfgang Blaschke (2019)

Wolfgang Blaschke (* 18. Juni 1955 in Halle (Saale); † 21. Januar 2021 in Leipzig) war ein deutscher Fotograf.

## Leben
Wolfgang Blaschke wurde 1955 in Halle/Saale geboren. Von 1973 bis 1976 studierte er Theologie an der Universität Rostock. Von 1978 bis 1981 absolvierte er eine Fachschulausbildung an der Medizinischen Fachschule Halle/Saale, die er als examinierter Krankenpfleger abschloss. Nach seiner Eheschließung und der Geburt der ersten Tochter zog die Familie 1982 nach Erfurt, wo er als Krankenpfleger und Rettungssanitäter arbeitete und 1983 die zweite Tochter geboren wurde. Zwischen 1984 und 1991 konzentrierte sich Blaschke dann mit Malerei und Fotografie auf die künstlerische Arbeit, mit Konsultationen an der Hochschule für Bildende Künste Dresden. 1992 erfolgte nach der Scheidung sein Umzug nach Leipzig, wo er bis 1997 als Theaterfotograf tätig war und von 1992 bis 1994 eine Ausbildung zum Gestaltungs- und Sozialtherapeuten abschloss, um anschließend als Familientherapeut und Fotograf in Leipzig zu arbeiten. Wolfgang Blaschke starb im Januar 2021 in Leipzig.

## Künstlerischer Werdegang

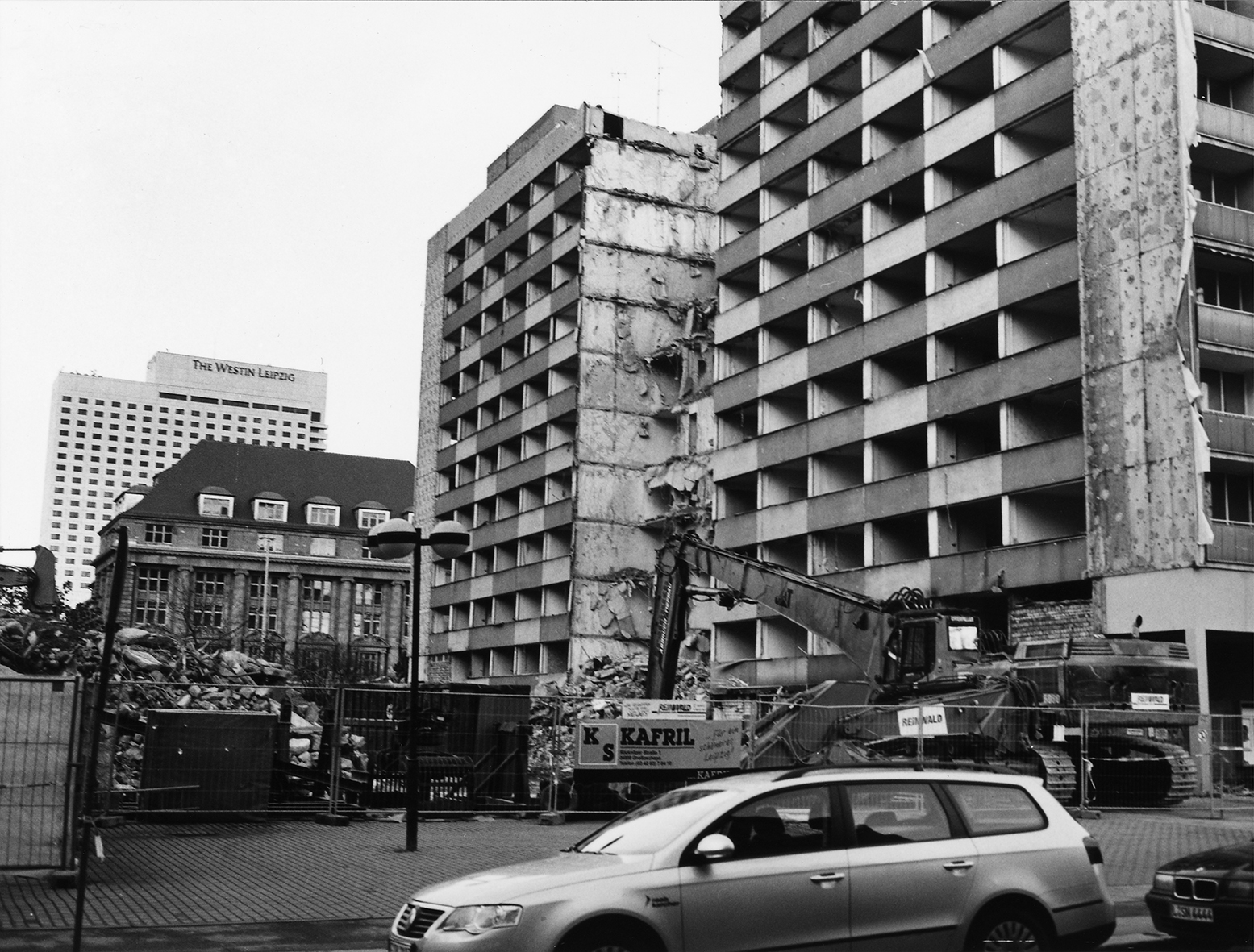
Abriss der Wohnblocks am Brühl in Leipzig (2010)

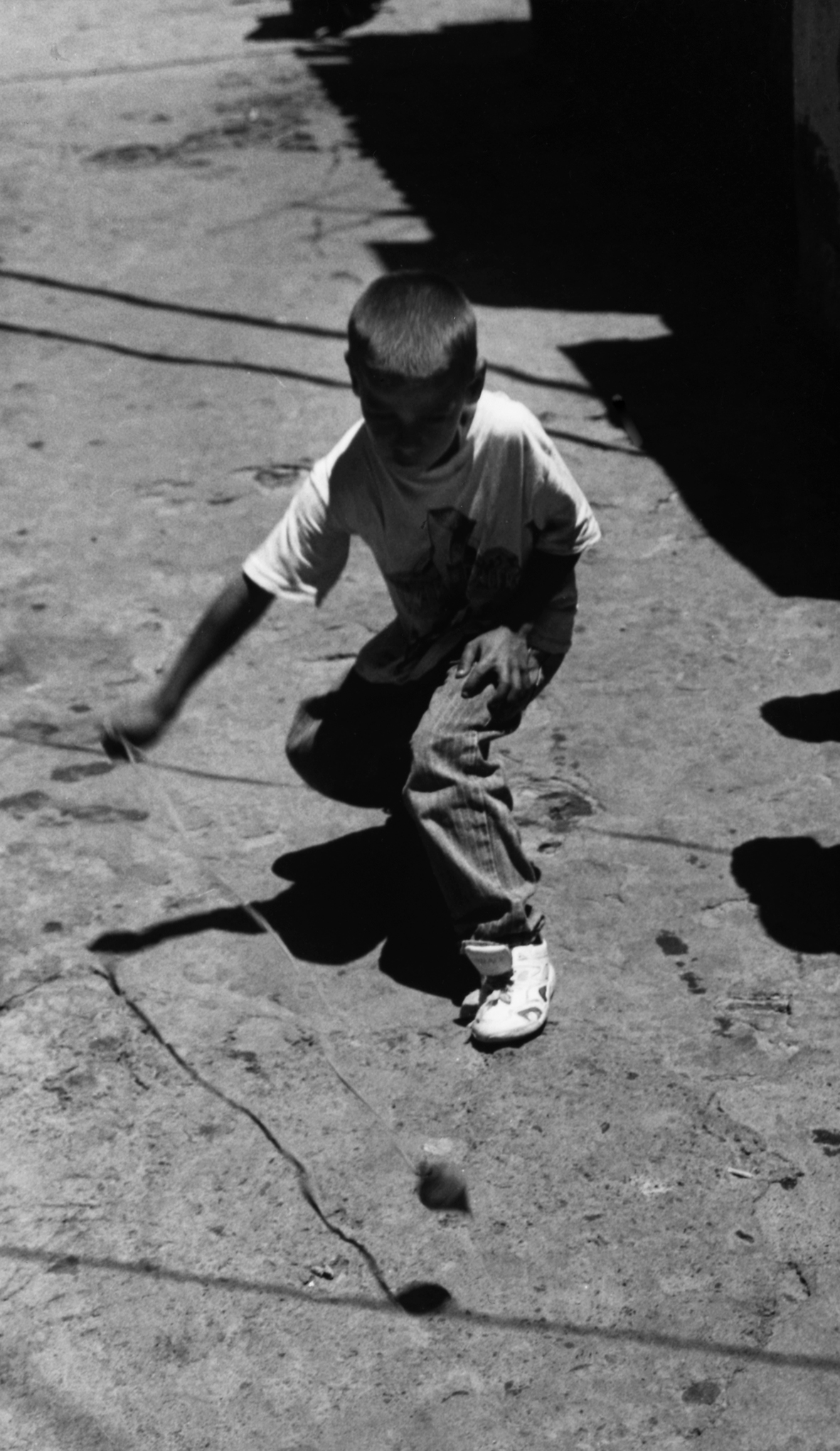
Spielendes Kind auf Madeira (1996)

Das fotografische Œuvre Wolfgang Blaschkes ist weit gefächert. Es reicht von dokumentarischen Fotografien bis hin zu experimentellen Arbeiten. Sein Interesse an der Kunst und ein Gespür für das Kompositorische gründeten nicht zuletzt darin, mit einem Künstler als Vater aufgewachsen zu sein, dem halleschen Maler und Grafiker Friedrich Wilhelm Blaschke. In der kinderreichen Familie war die Berührung mit Kunst alltäglich. Der Vater arbeitete zuhause vor den Augen der Familie und dichtete darüber hinaus intensiv. Von ihm kam sein Wille und die Fähigkeit, künstlerisch zu arbeiten. Die Mutter war Philologin und Geografin und tätig als Lehrerin. Sie vermittelte den Kindern einen engen Bezug zur Natur. Ihr Aufwachsen war geprägt von klassischer Musik und persönlichen Kontakten zum Beispiel mit dem Expressionisten Karl Schmidt-Rottluff, dem halleschen Künstler Albert Ebert oder Charles Crodel.

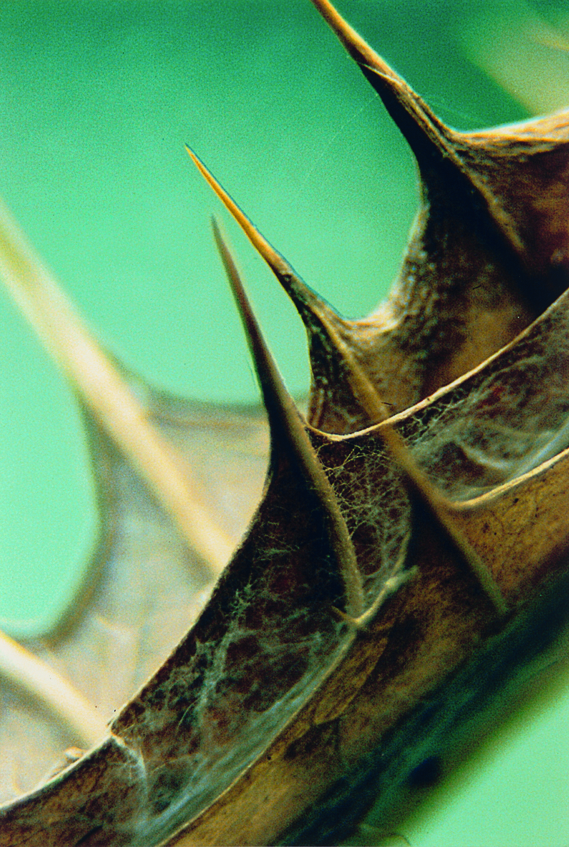
Pflanzenstudie

Von der Malerei kommend, war es schließlich die Fotografie, der sich Blaschke als passionierter und versierter Autodidakt widmete. Er war ein Anhänger der analogen Fotografie, entwickelte seine Filme selbst und fertigte Schwarzweißabzüge in einem zum Labor umfunktionierten Raum in seiner Wohnung. „Schwarzweiß ist Farbe genug“ war einer seiner Leitsprüche, wobei er sich dennoch der Farbfotografie und auch der digitalen Fotografie nicht verweigerte. Die Stadt, die Natur und der Mensch waren für ihn zentrale Themen.
Mit verschiedenen Lochkameras ging er zurück zu den technischen Anfängen der Fotografie und schuf poetisch-verwunschen anmutende Ansichten von der Ostseeküste, Meißen, Dresden oder Görlitz oder verwandelte die riesigen Bagger im Tagebau Zwenkau in Relikte einer zukünftigen Vergangenheit. In den Aufnahmen des Stadtgottesackers in Halle/Saale wird Blaschkes Talent sichtbar, die spezifische Stimmung eines Ortes ins Bild zu übersetzen: erlebte Melancholie und kunsthistorisches Interesse verbinden sich darin zu einer sensiblen Dokumentation.
In seinen Erfurter Jahren hielt er mit dokumentarischem Blick die morbide Schönheit und zugleich die Tragik der Preisgabe der verfallenden Stadt in den 1980er Jahren in Schwarzweiß-Fotografien fest.
In Leipzig – von 1992 bis zu seinem Tod Blaschkes Lebensmittelpunkt – beobachtete er über viele Jahre hinweg die städtebauliche Transformation von der Nachwendezeit bis in die 2000er Jahre wie auch das Leben auf der Straße in gesuchten wie zufälligen Begegnungen mit Passanten. Stärker formalästhetisch ausgerichtet sind seine Pflanzenstudien in der Tradition Karl Blossfeldts: Isoliert und in der Nahsicht aufgenommen, arbeitete er Strukturen und Texturen heraus. Hier kommt verstärkt die Farbe zum Einsatz, ebenso bei den unter dem Stichwort „Metalle“ entstandenen Bildern, die auch eine Auseinandersetzung mit der vergangenen Industriekultur der DDR darstellen. Er setzte dem Ruinösen, dem Aufbegehren der Materie gegen den Verfall ein memento mori entgegen und verhalf den scheinbar banalen Dingen noch einmal zum Strahlen. Hier entstand eine Ästhetik, die nur mit den Mitteln der poetischen Fotografie verwirklicht werden kann.
Ein besonderer Fokus liegt auf seinen experimentellen Aktaufnahmen. Mit Farbe, Textilien oder Sand wurden die weiblichen Körper verfremdet und häufig in performativ angelegte Handlungen eingebunden.
Ein Bild ist gut, wenn es „größer“ ist als die Abbildung schlechthin, wenn es nach Jahren noch immer seine Kraft und Beständigkeit behält. Dennoch bleibt das Wesentliche zu gern unsichtbar, ist auf keinem Foto festzuhalten. Bedeutsamer als das Bild ist letztlich mein momentanes Erleben – wie und was empfinde ich, wenn mir die Bilder begegnen. (Wolfgang Blaschke 2011)

## Nachlass

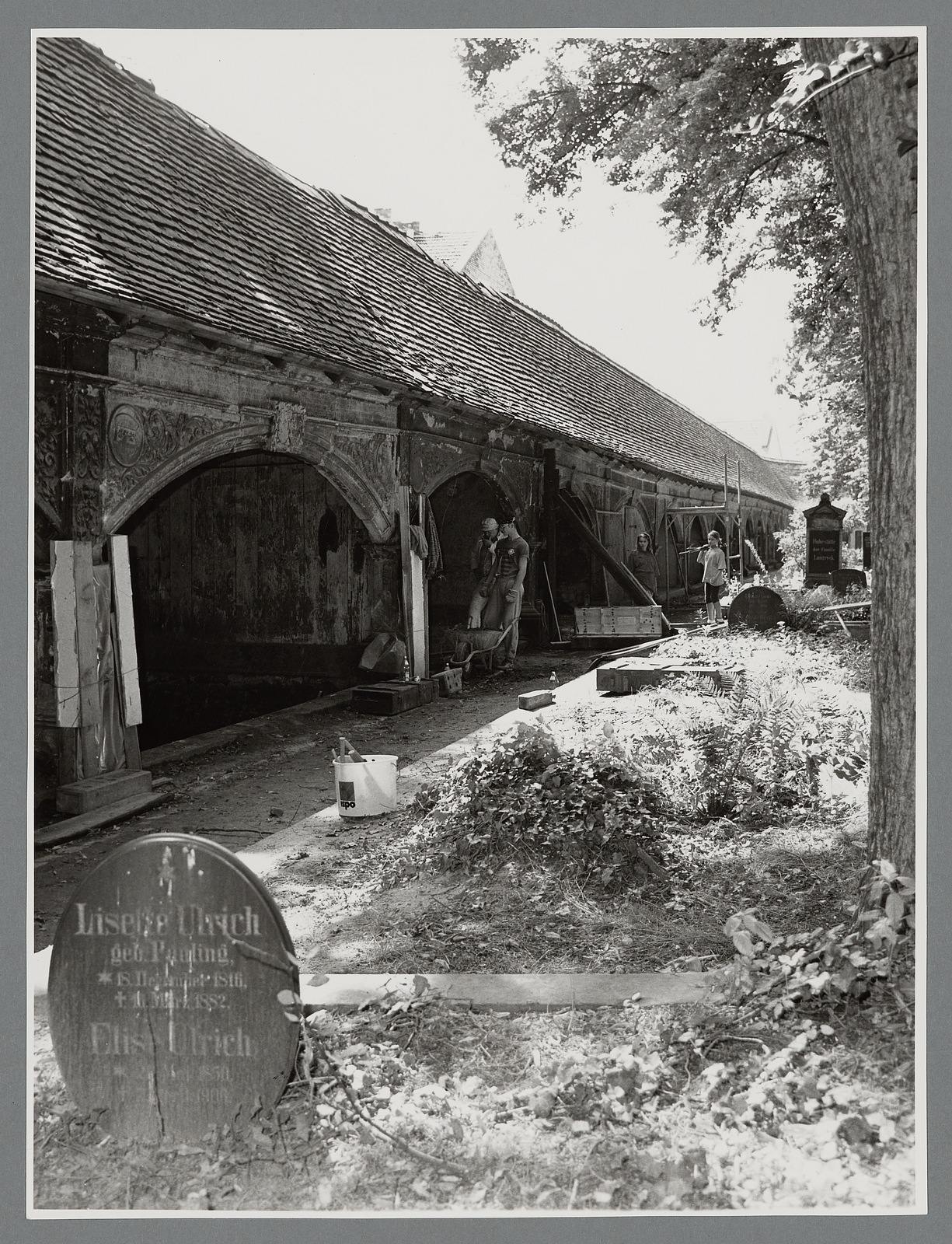
Stadtgottesacker Halle (Saale)

Die Deutsche Fotothek übernahm 2022 mit rund 340 Positiven, zumeist Handabzügen in Schwarzweiß, einen Teil von Blaschkes Nachlass. Die Auswahl bietet einen repräsentativen Überblick über einen Großteil seiner Themenfelder.
Weitere 550 Handabzüge im Format 18 × 24 bis 20 × 30 Zentimeter, verschiedene Negative, 17 großformatige Fotos und 10 Fotos im Passepartout gingen 2023 an das Stadtarchiv Erfurt.
Das Stadtarchiv Halle (Saale) übernahm 2023 etwa 300 Fotos verschiedener Formate und Negative, teils Handabzüge, teils maschinell entwickelt. Die Themenfelder sind unter anderem die Straße der Romanik und der Stadtgottesacker in Halle (Saale) sowie Städtebilder der 1990er Jahre.
Der größte Teil seines fotografischen Nachlasses gelangte 2023 in das Stadtarchiv Leipzig. Der dortige Blaschke-Bestand umfasst circa 5000 fotografische Arbeiten auf Papierabzügen in unterschiedlichen Formaten, Negative sowie Aufzeichnungen zu technischem Zubehör und zum Fotolabor. Die Themenfelder sind Aktfotografie, Metalle, Porträt, Pflanzen, Straßen- und Städtebilder, Tiere und Lochbildfotografie. Weiterhin sind im Leipziger Stadtarchiv persönliche Aufzeichnungen, Briefe und Dokumente Blaschkes aufgenommen worden.

## Ausstellungen

### Einzelausstellungen
- 2020/21 Universitätsklinikum Leipzig
- 2014 Galerie Zaglmaier, Halle/Saale (zusammen mit Arbeiten seines Vaters Friedrich-Wilhelm Blaschke)[2]
- 2013 Unterwegs im Rathaus Markkleeberg[1]
- 2013 Im Sucher in der Galerie 5ünf Sinne, Halle/Saale[3]
- 2013 Universitätsklinikum Leipzig
- 2012 Akademie der Galerie für Kunst und Design, Leipzig
- 2010 Berlin
- 1999 Die zweite Haut in der Galerie 5ünf Sinne, Halle/Saale[4]
- 1998 Babenhausen
- 1997 Köln
- 1997 Berlin
- 1997 Leipzig
- 1996 Leipzig
- 1995 Leipzig
- 1994 Leipzig
- 1993 Erfurt
- 1992 Leipzig

### Gruppenausstellungen
- Ab 1976 regelmäßige Beteiligung an Gemeinschaftsausstellungen

## Publikationen
- Wolfgang Blaschke. Fotografie. Ein Werkverzeichnis, Leipzig (im Eigenverlag) 2011; ISBN 978-3-00-034120-5

## Galerie

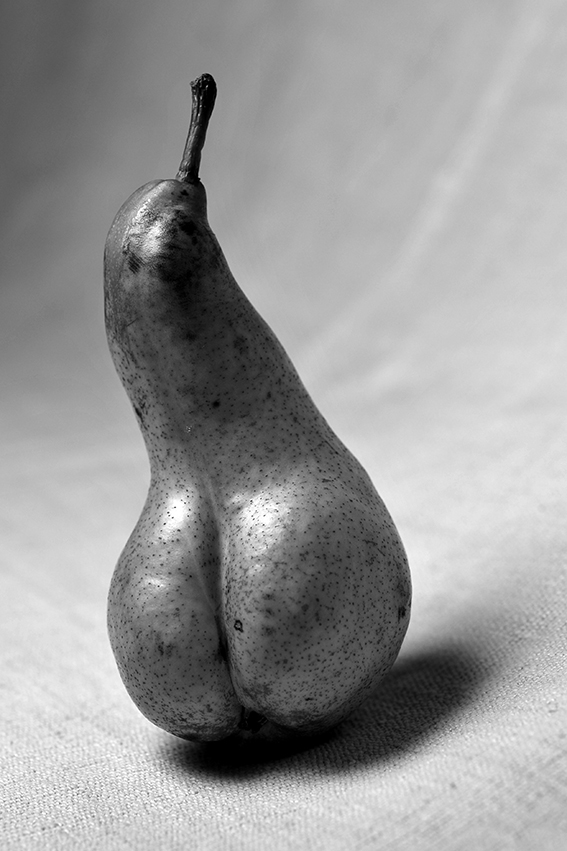
(Kost)Probe (2016)
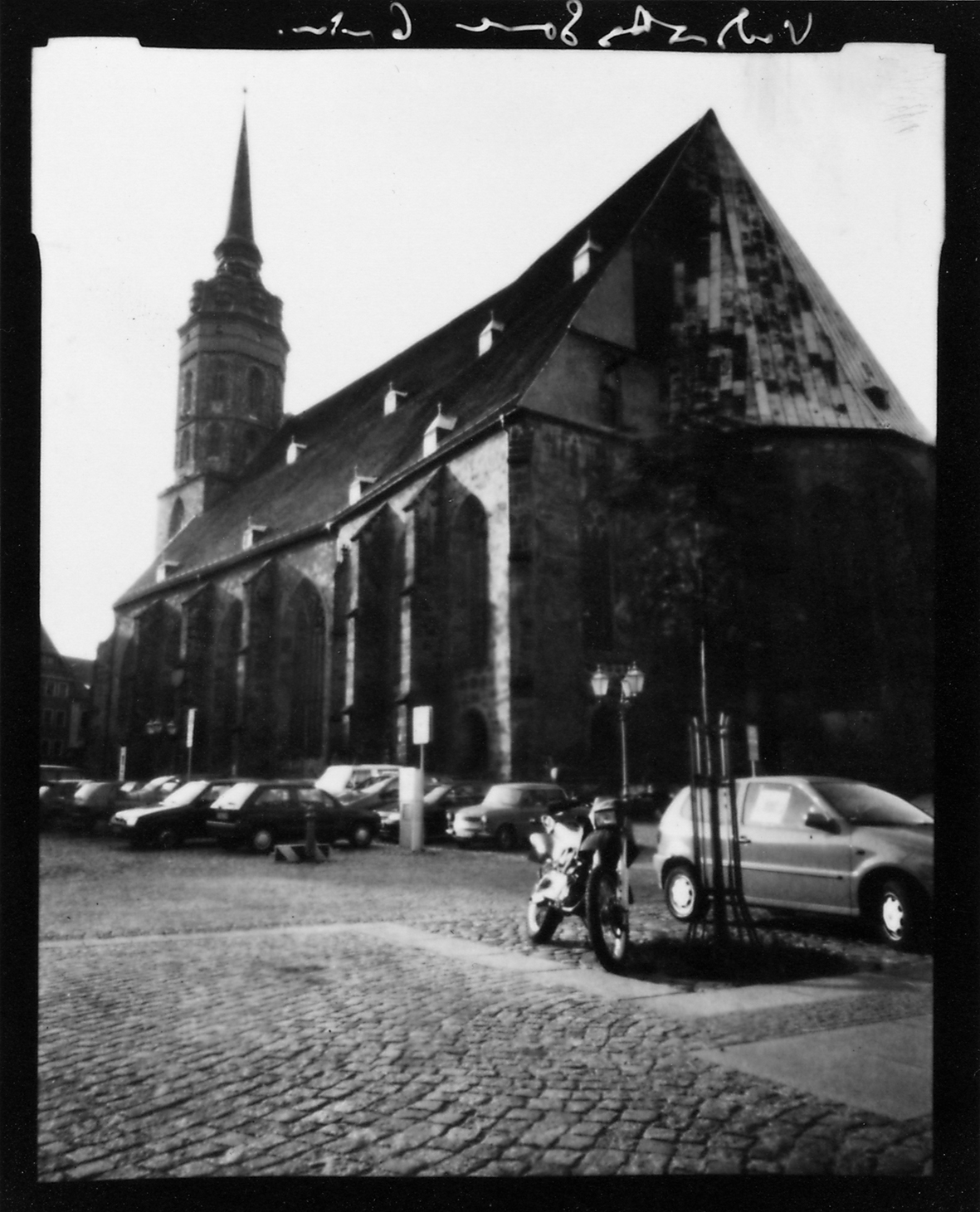
Dom St. Petri in Bautzen (Lochkamera-Aufnahme, 2003)
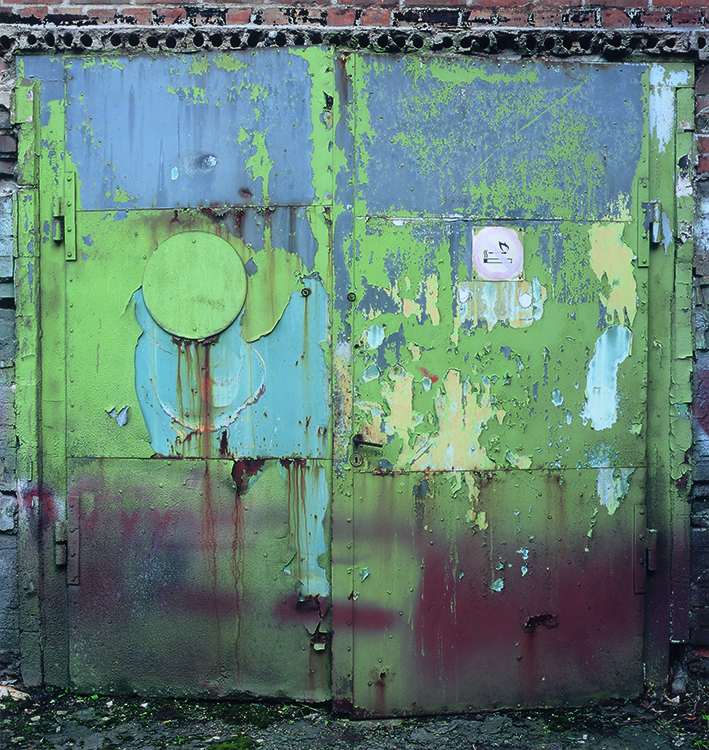
Metall M05 (2002)
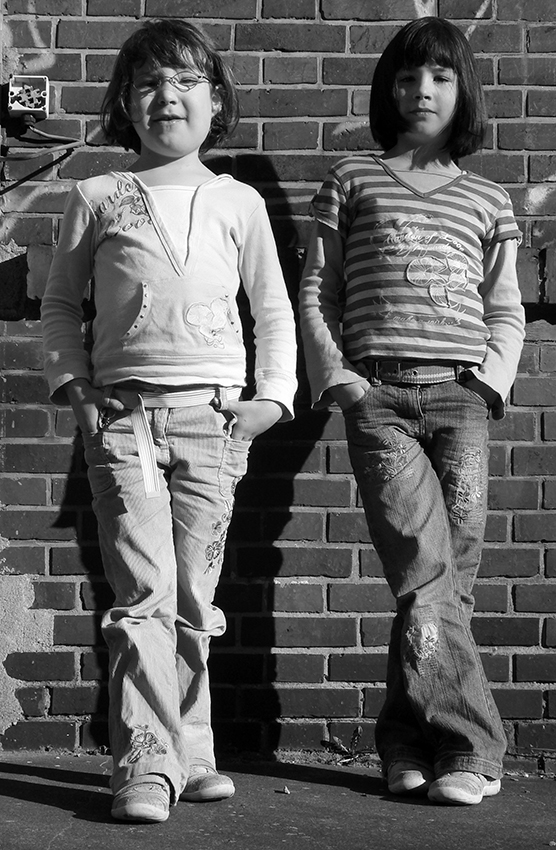
Porträt L. & J.
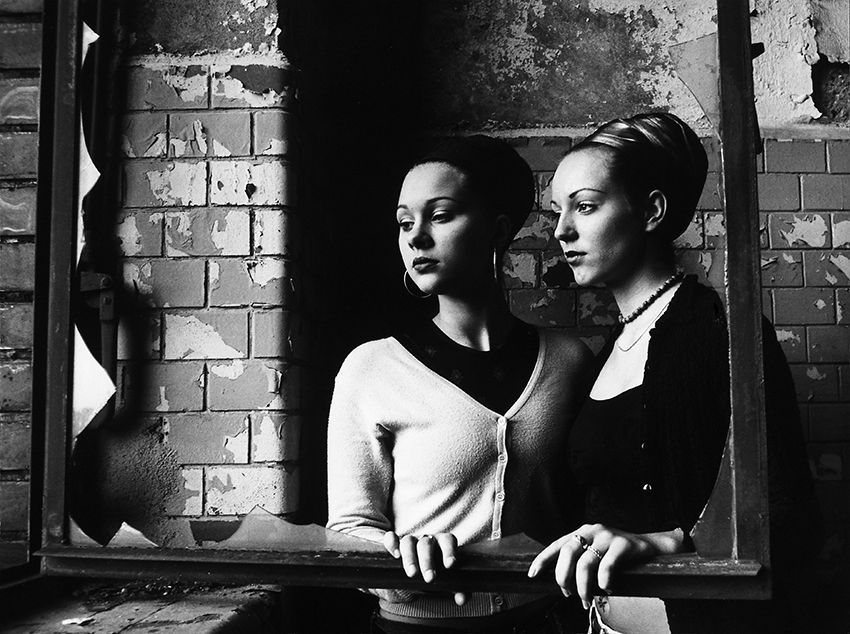
Porträt A11 (1998)